# Погодин, Николай Кузьмич
Николай Кузьмич Погодин (1921—1977) — полковник Советской Армии, участник Великой Отечественной войны, Герой Советского Союза (1944).

## Биография
Николай Погодин родился 15 августа 1921 года в деревне Кибирёво (ныне — Петушинский район Владимирской области). Окончил неполную среднюю школу. В сентябре 1939 года Погодин был призван на службу в Рабоче-крестьянскую Красную Армию. В 1941 году он окончил Рязанское артиллерийское училище. С начала Великой Отечественной войны — на её фронтах.
К августу 1943 года гвардии капитан Николай Погодин командовал батареей 13-й гвардейской тяжёлой пушечной артиллерийской бригады 4-й гвардейской артиллерийской дивизии. Отличился во время освобождения Калужской и Смоленской областей. 7 августа 1943 года Погодин лично провёл разведку вражеской обороны в Спас-Деменском районе, после чего его батарея успешно подавила огневые средства противника. 28 августа 1943 года во время боёв к югу от Ельни батарея Погодина успешно отразила четыре немецкие контратаки.
Указом Президиума Верховного Совета СССР от 29 марта 1944 года за «образцовое выполнение боевых заданий командования на фронте борьбы с немецкими захватчиками и проявленные при этом мужество и героизм» гвардии капитан Николай Погодин был удостоен высокого звания Героя Советского Союза с вручением ордена Ленина и медали «Золотая Звезда» за номером 553.
После окончания войны Погодин продолжил службу в Советской Армии. В 1946 году он окончил Высшую офицерскую артиллерийскую школу, в 1956 году — Военную артиллерийскую академию, в 1961 году — академические курсы при Военно-инженерной академии. В августе 1970 года в звании полковника Погодин был уволен в запас. Проживал в Кирове. Умер 7 августа 1977 года, похоронен в городе Петушки Владимирской области.

## Награды
Был также награждён орденами Красного Знамени, Отечественной войны 1-й и 2-й степеней, Красной Звезды, «Знак Почёта» и рядом медалей.

## Память

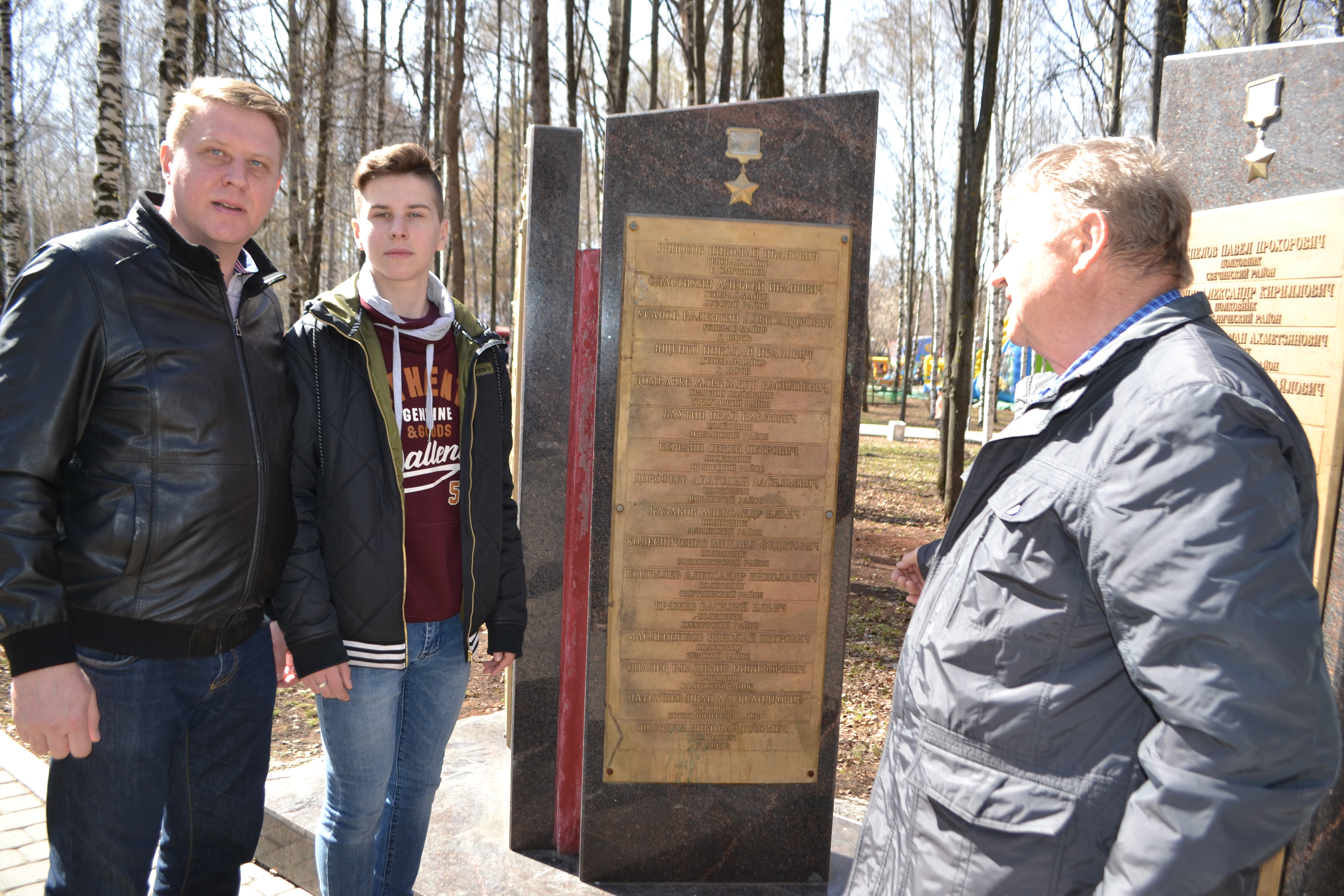
Имя Героя выбито на гранитной стеле на Аллее Славы в парке Победы города Киров

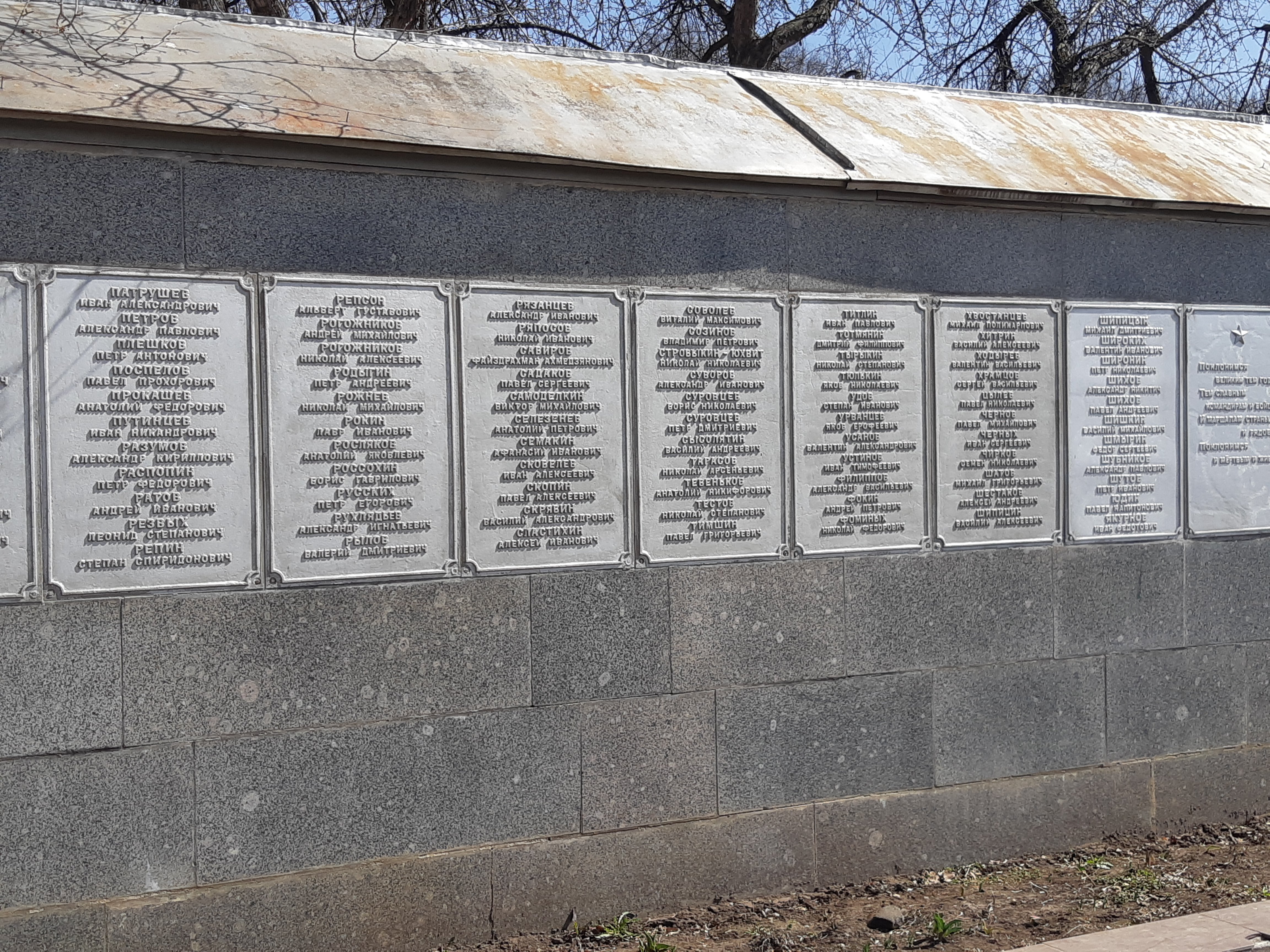
Имя Героя на мемориальной доске в парке г. Кирова

- Имя Героя выбито на гранитной стеле на Аллее Славы в парке Победы города Киров
- Имя Героя Советского Союза увековечено на мемориальной доске в честь кировчан — Героев Советского Союза в парке дворца пионеров города Кирова.
- Имя Героя высечено золотыми буквами в зале Славы Центрального музея Великой Отечественной войны в Парке Победы г. Москвы.
- В честь Погодина названа улица в Петушках[2].